# 8243 Devonburr
8243 Devonburr è un asteroide della fascia principale. Scoperto nel 1975, presenta un'orbita caratterizzata da un semiasse maggiore pari a 2,5902106 UA e da un'eccentricità di 0,1371328, inclinata di 8,47774° rispetto all'eclittica.